# Archilema
Archilema is een geslacht van vlinders van de familie spinneruilen (Erebidae), uit de onderfamilie Arctiinae.

## Soorten
- A. cinderella (Kiriakoff, 1958)
- A. dentata Kühne, 2007
- A. modiolus (Kiriakoff, 1958)
- A. nivea Kühne, 2007
- A. subumbrata (Holland, 1893)
- A. uelleburgensis (Strand, 1912)
- A. vilis Birket-Smith, 1965